# دوبسيك
دوبسيك (بالإنجليزية: Dopesick)‏ هو مسلسل قصير دراما أمريكي من بطولة مايكل كيتون، بيتر سارسجارد، مايكل ستولبارغ وويل بولتر، تكون المسلسل من 8 حلقات وصدر على منصة هولو في الفترة من 13 أكتوبر حتى 17 نوفمبر 2021.

## روابط خارجية
- دوبسيك على موقع IMDb (الإنجليزية)
- دوبسيك على موقع ميتاكريتيك (الإنجليزية)
- دوبسيك على موقع روتن توميتوز (الإنجليزية)
- دوبسيك على موقع فيلمافينيتي (الإسبانية)
- دوبسيك على موقع ليتربوكسد (الإنجليزية)
- دوبسيك على موقع كينوبويسك (الروسية)
- دوبسيك على موقع قاعدة بيانات الفيلم (الإنجليزية)